# Wilhelm Heraeus (Chemiker, 1860)
Wilhelm Heraeus (* 9. Januar 1860 in Hanau; † 20. Oktober 1948 ebenda; vollständiger Name: Jean August Wilhelm Heraeus) war ein deutscher Chemiker und Unternehmer.

## Leben
Wilhelm Heraeus war Sohn des Apothekers und Gründers der W. C. Heraeus-Werke, Wilhelm Carl Heraeus.
Heraeus studierte in Göttingen und Berlin Chemie und schloss in Berlin mit dem Apothekerexamen und der Promotion zum Dr. phil. ab. Im Jahr 1887 kehrte er nach Hanau zurück und trat in das väterliche Unternehmen, bestehend aus Apotheke und Fabrik, ein. Zwei Jahre später übernahm er gemeinsam mit seinem Bruder Heinrich Heraeus die Unternehmensführung. Beide bauten das Familienunternehmen gemeinsam weiter aus. Sein Sohn Wilhelm Heinrich trat 1925 in dritter Generation in das Unternehmen ein.
Wilhelm Heraeus war wie schon sein Vater auch kommunalpolitisch in Hanau aktiv und wurde im Jahr 1898 Stadtverordneter und 1907 Mitglied des Magistrats der Stadt.
Er wurde als Student Mitglied und 1917 Ehrenmitglied des Corps Hannovera Göttingen.

## Schriften
- Geschichte der Familie Heraeus. Zur Feier d. 250jährigen Besitzes der Einhorn-Apotheke zu Hanau am 4. Oktober 1910. Selbstverlag, 1910.